# CD72
CD72 (مجموعه تمایزی ۷۲) که در زیست‌شناسی نیاموشان با نام Lyb-2 هم شناخته می‌شود، یک پروتئین است که در دستگاه ایمنی حیوانات فعال است. این مولکول از دو نیمهٔ کاملاً مشابه تشکیل شده‌است که هر کدام ۳۹ تا ۴۳ کیلو دالتون وزن دارند و در مجموع، نوعی لکتین نوع سی محسوب می‌شود.
این پروتئین بیشتر در لنفوسیت‌های بی بیان می‌شود و تعامل آنها را با لنفوسیت‌های تی میانجیگری می‌کند و یک لیگاند برای CD5 است.
CD72 نوعی پروتئین تنظیم‌کننده منفی برای لنفوسیت‌های بی است.